# Syntropis williamsi
Espèce
Syntropis williamsi est une espèce de scorpions de la famille des Vaejovidae.

## Distribution
Cette espèce est endémique de Basse-Californie du Sud au Mexique. Elle se rencontre vers Los Aripes.

## Description
La femelle holotype mesure 64,95 mm et le mâle paratype 63,75 mm.

## Étymologie
Cette espèce est nommée en l'honneur de Stanley C. Williams.

## Publication originale
- Soleglad, Lowe & Fet, 2007 : « Systematic observations on the scorpion genus Syntropis with descriptions of two new species (Scorpiones: Vaejovidae). » Boletin Sociedad Entomológica Aragonesa, no 40, p. 119−136 (texte intégral).